# Escudo de Zacatecoluca
El Escudo de Armas de la ciudad de Zacatecoluca es el emblema heráldico que desde 1947, año de su adopción, representa a la ciudad de Zacatecoluca, El Salvador. Fue emitido a través de la promoción hecha por el entonces alcalde municipal Mariano Ávalos Córdova; pero hasta la fecha se desconoce el autor.

## Descripción del escudo
El escudo tiene forma de óvalo, el cual posee las siguientes características:
- Escudo de tipo suizo: ubicado en el centro; de color negro.
- Volcán Chichontepec: ubicado al centro del escudo, símbolo de la riqueza de la caficultura.
- Nubes blancas: ubicadas en la parte superior del volcán, representan la paz.
- Leyenda «Zacatecoluca»: ubicada al centro del escudo, denota el nombre de la ciudad.
- Llanuras: ubicadas en la parte inferior del volcán, representa la tierra fértil del territorio de Zacatecoluca donde se realizan diversas explotaciones agrícolas: cereales, algodón y extensos bosques salados; además de la cría del ganado.
- Antorcha de la libertad, lanzando sus rayos vivificantes: representa el legado de José Simeón Cañas y Villacorta.
- Hileras de maíz: rodean el escudo, representan el primer patrimonio agrícola de la ciudad.
- Cinta blanca: unen la hilera de mazorcas, representan la unión del pueblo.
- Cadenas rotas: representan la abolición de la esclavitud centroamericana.
- Leyenda «31 de diciembre de 1823»: ubicada en el centro de las cadenas rotas, representa la fecha en la que el Presbítero y Doctor José Simeón Cañas y Villacorta, se pronunciara ante la Asamblea Nacional Constituyente de Centro América, para pedir la abolición de la esclavitud.
- Leyenda «11 de mayo de 1844»: fecha en que se le confirió el título de Ciudad con la condecoración de “Generosa y leal ciudad de Santa Lucía de Zacatecoluca”. Fue durante la administración del entonces presidente de la república Francisco Malespín, el Órgano Legislativo emitió el acuerdo por medio del cual se le confirió el título.[4]